# Capitol (álbum)
Capitol es el undécimo álbum de estudio del grupo español Revólver, publicado por la compañía discográfica "Compañía de Canciones" y distribuido por Altafonte el 10 de febrero de 2017. El disco, precedido por el sencillo "Black Jack", supone el primer trabajo discográfico de Revólver sin la compañía Warner Music, y fue compuesto en su mayoría por Carlos Goñi en el hotel Capitol, ubicado en el edificio Carrión de la Gran Vía madrileña.
Tras su publicación, Capitol alcanzó el tercer puesto en la lista de discos más vendidos de España, elaborada por Promusicae. El lanzamiento de Capitol fue seguido de la gira Capitol Tour, que empezó el 2 de marzo en el Festival Mil.leni de Barcelona.

## Lista de canciones
Todas las canciones escritas y compuestas por Carlos Goñi. 
| N.º | Título                          | Duración |  |
| 1.  | «Más tequila»                   | 4:40     |  |
| 2.  | «Perdí lo que nunca tuve»       | 4:41     |  |
| 3.  | «Premios y cicatrices»          | 4:38     |  |
| 4.  | «Ángeles de alas sucias»        | 4:15     |  |
| 5.  | «BlackJack»                     | 6:22     |  |
| 6.  | «Sin Barcelona»                 | 4:26     |  |
| 7.  | «Campanilla»                    | 4:45     |  |
| 8.  | «Mustang Shelby»                | 3:36     |  |
| 9.  | «Besos de contrabando»          | 4:14     |  |
| 10. | «Sacristán de sacristanes»      | 4:07     |  |
| 11. | «Cerraré los ojos»              | 5:22     |  |
| 12. | «Frío en Madrid»                | 4:12     |  |
| 13. | «La vanidad»                    | 3:54     |  |
| 14. | «Magnolia Lane»                 | 4:56     |  |
| 15. | «Babilonia (versión inédita)»   | 4:40     |  |
| 16. | «5 estrellas (versión inédita)» | 3:22     |  |
| 17. | «San Pedro (versión inédita)»   | 5:33     |  |

## Personal
- Carlos Goñi: voz, guitarra,  mandolina, dobro, guitarra slide, armónica y coros.
- Cuco Pérez: acordeón.
- Ángel Celada: batería.
- Manuel Bagües: bajo.
- Cristina Narea: coros.
- Mayte Pizarro: coros.
- Josvi Muñoz: saxofón.
- Javier Vela: bajo.
- Rafa Villalba: percusión.
- Pau Álvarez: piano, Wurlitzer y Rhodes.
- Mauri Sánchez: órgano.
- Manuel Tomás: programaciones y teclados.
- Domingo J.Casas : fotografías.

## Posición en listas
| País   | Semanas | Semanas | Semanas | Semanas | Semanas | Semanas | Semanas | Semanas | Semanas | Semanas | Semanas | Semanas | Semanas | Semanas | Semanas | Semanas | Semanas | Ventas | Certificación |
| País   | 1       | 2       | 3       | 4       | 5       | 6       | 7       | 8       | 9       | 10      | 11      | 12      | 13      | 14      | 15      | 16      | 17      | Ventas | Certificación |
| ------ | ------- | ------- | ------- | ------- | ------- | ------- | ------- | ------- | ------- | ------- | ------- | ------- | ------- | ------- | ------- | ------- | ------- | ------ | ------------- |
| España | 3       | 9       | 13      | 17      | 16      | 18      | 27      | 35      | 46      | 47      |         |         |         |         |         |         |         |        |               |